# Mahle
Pour les articles homonymes, voir Mahle (homonymie).
Mahle GmbH est un fabricant d'équipement d'origine de moteurs à combustion interne. Son siège est situé à Stuttgart.

## Histoire
En février 2015, Mahle acquiert l'activité de gestion de la chaleur, comprenant les systèmes de refroidissements et d'air conditionné, qui comprend Behr 7 600 employés, de Delphi pour 727 millions d'euros.

## Activité
Mahle est un équipementier de moteurs à combustion interne et l'un des 30 plus grands équipementiers automobiles[réf. nécessaire]. Il compte également parmi les trois premiers fournisseurs dans le monde entier de piston, de cylindre, de systèmes de soupapes et de systèmes de gestion de l'air[réf. nécessaire].
En 2019, le groupe Mahle a réalisé un chiffre d'affaires mondial de 12 milliards d'euros.